# Marjan
Il Marjan è un traghetto della compagnia croata Jadrolinija. Costruito nel 2005, è stato destinato a mantenere il collegamento tra Spalato e San Pietro di Brazza, insieme ai traghetti Hrvat e Biokovo.

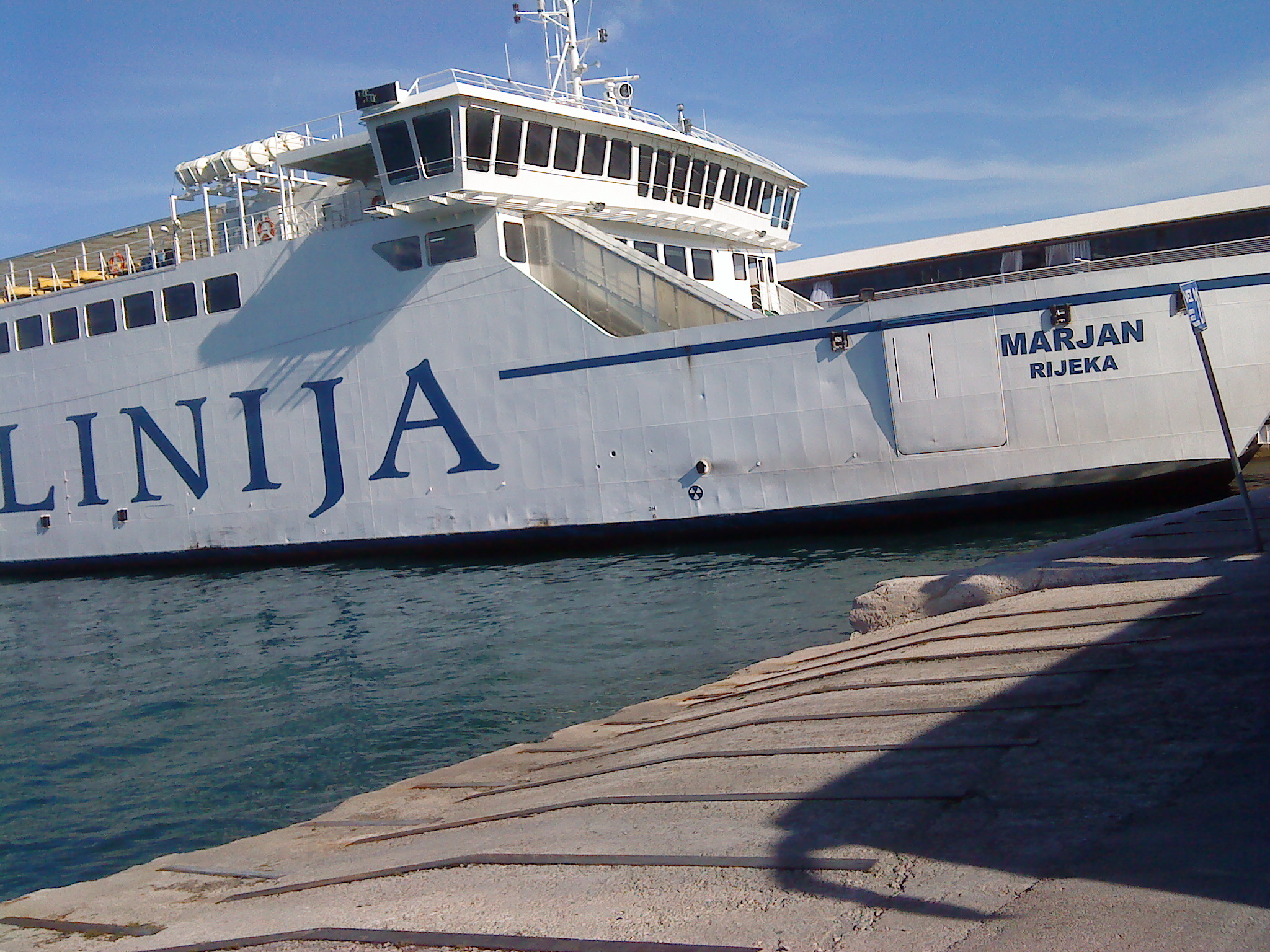

Il Marjan ha una capacità di 1200 persone e 130 automobili. A differenza di Hrvat e Biokovo, il Marjan può ospitare meno auto, perché le altre due navi hanno una rampa idraulica che nel garage può essere sollevata, per ospitare 8 auto in più.